# Indrois
Der Indrois ist ein Fluss in Frankreich, der in der Region Centre-Val de Loire verläuft. Er entspringt im Gemeindegebiet von Préaux, entwässert generell in nordwestlicher Richtung und mündet nach rund 61 Kilometern im Gemeindegebiet von Azay-sur-Indre als rechter Nebenfluss in den Indre.
Auf seinem Weg durchquert er die Départements Indre und Indre-et-Loire.

## Orte am Fluss
- Préaux
- Loché-sur-Indrois
- Villeloin-Coulangé
- Montrésor
- Chemillé-sur-Indrois
- Genillé
- Saint-Quentin-sur-Indrois
- Chédigny
- Azay-sur-Indre